# Punjaipugalur
Punjaipugalur là một thị xã panchayat của quận Kapur thuộc bang Tamil Nadu, Ấn Độ.

## Nhân khẩu
Theo điều tra dân số năm 2001 của Ấn Độ, Punjaipugalur có dân số 20.306 người. Phái nam chiếm 50% tổng số dân và phái nữ chiếm 50%. Punjaipugalur có tỷ lệ 69% biết đọc biết viết, cao hơn tỷ lệ trung bình toàn quốc là 59,5%: tỷ lệ cho phái nam là 78%, và tỷ lệ cho phái nữ là 61%. Tại Punjaipugalur, 10% dân số nhỏ hơn 6 tuổi.